# Reeser Schanz
Das FFH-Gebiet NSG Reeser Schanz (Kennung DE-4204-301) ist rund 71 Hektar groß und befindet sich im Stadtgebiet von Xanten am Niederrhein. Es liegt auf der linken Rheinseite nördlich des Xantener Ortsteils Obermörmter und östlich des Kalkarer Ortsteils Niedermörmter. Als FFH-Gebiet bildet es einen Teil des europäischen Schutzgebietsnetzes Natura 2000. Der Namensbestandteil „NSG“ verweist auf die vormals eigenständige Naturschutzgebietsausweisung dieses Bereichs. Das ehemalige NSG Reeser Schanz wurde 2004 erheblich erweitert und umbenannt in Reeser Schanz, Rheinaue zwischen Obermörmter und Vynen, bei Gut Grindt und Haus Lüttingen; das FFH-Gebiet liegt vollständig in diesem Naturschutzgebiet.
Außerdem liegt der Bereich im ebenfalls deutlich größeren EU-Vogelschutzgebiet DE-4203-401 Unterer Niederrhein.
Der für das FFH-Gebiet namensgebende Siedlungsbereich Reeserschanz – historisch als Schanze entstanden – liegt im Stadtgebiet von Kalkar nordwestlich außerhalb der FFH-Fläche. Dort besteht eine Fährverbindung zur rechtsrheinschen Stadt Rees.

## Flutmulde Rees
In den Jahren 2009 bis 2015 baute das Wasserstraßen- und Schifffahrtsamt Duisburg-Rhein im Bereich der Reeser Schanz die rund drei Kilometer lange Flutmulde Rees. Diese reduziert die Tiefenerosion des Rheins und dient dem Hochwasserschutz, vor allem der Entlastung der Reeser Stadtmauer.
Durch die Baumaßnahme wurde der flussnahe Teil des Schutzgebiets erheblich umgestaltet; eine ökologisch vorteilhafte Stabilisierung des Feuchtgebietscharakters im Auenbereich wird erwartet.

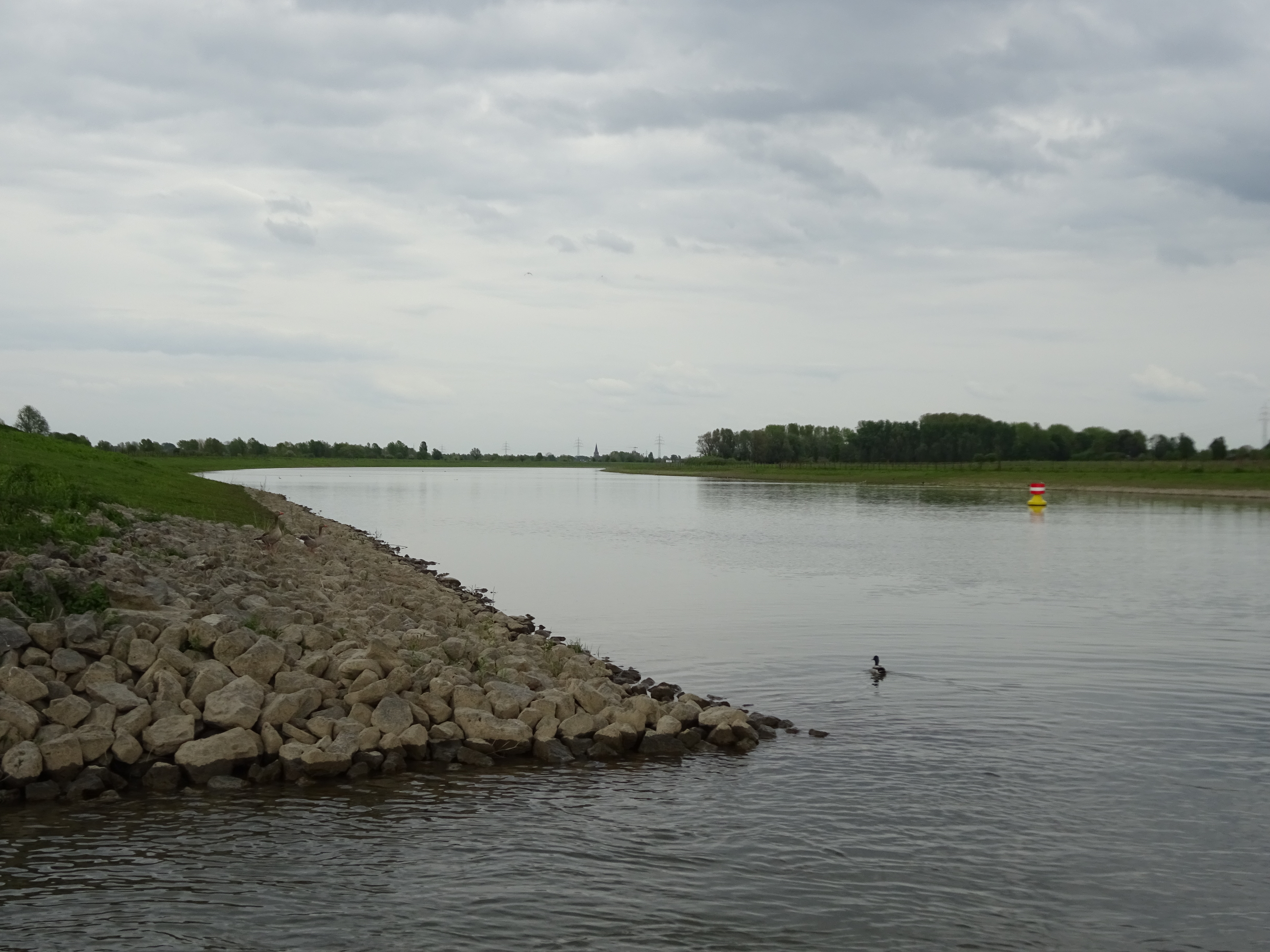
Flutmulde Rees, NSG Reeser Schanz
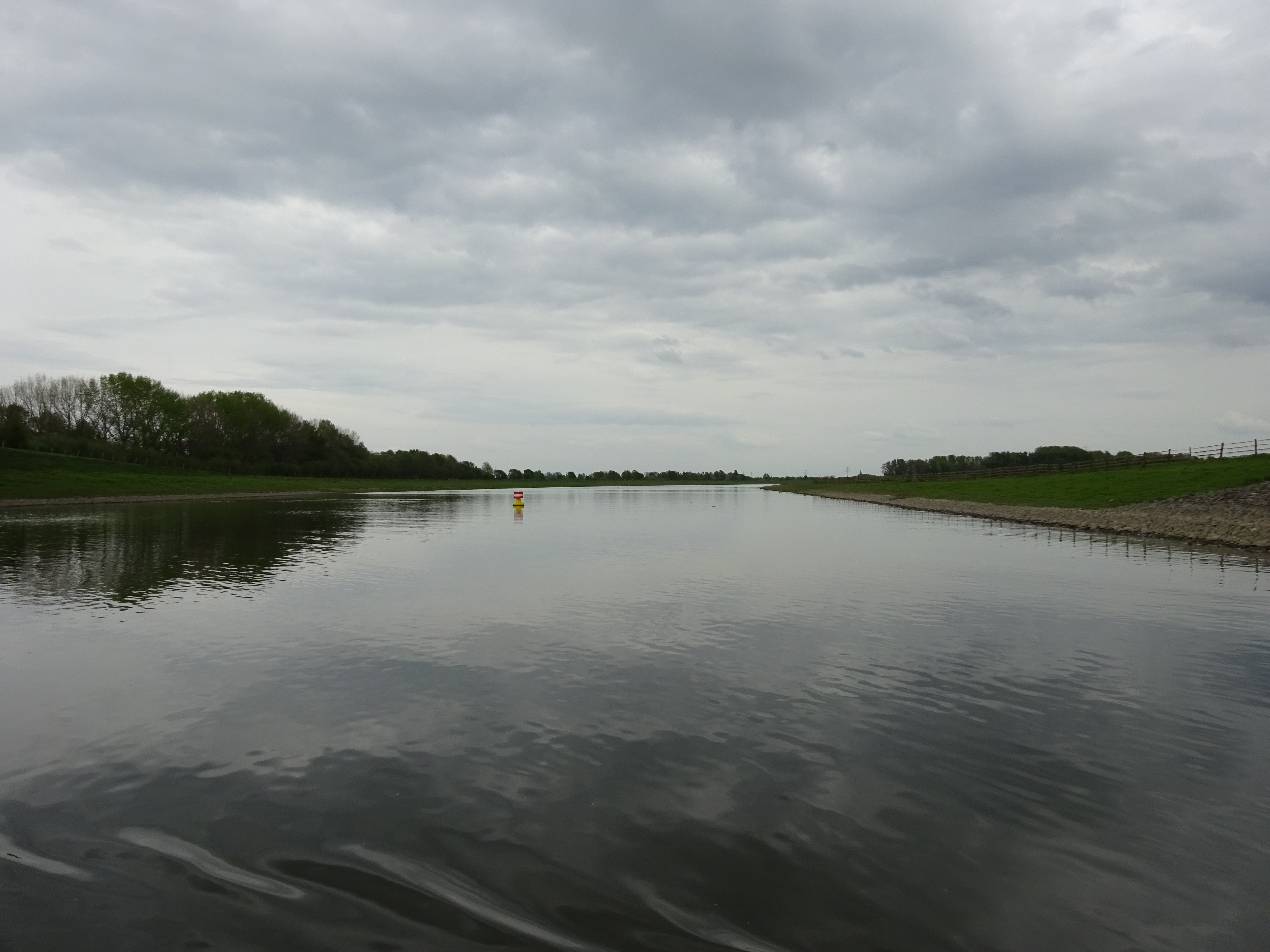
Flutmulde Rees, NSG Reeser Schanz
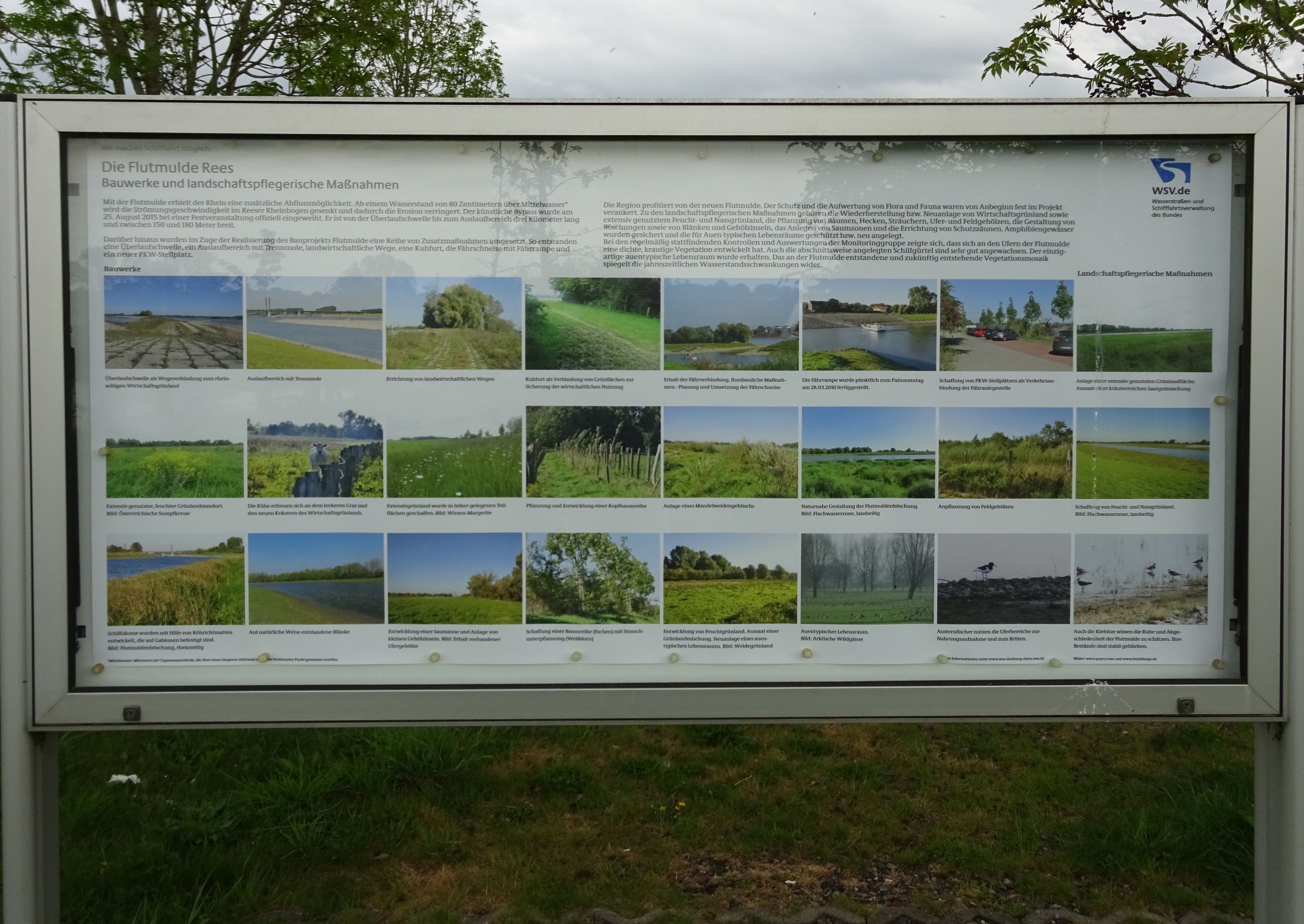
Infotafel Flutmulde Rees
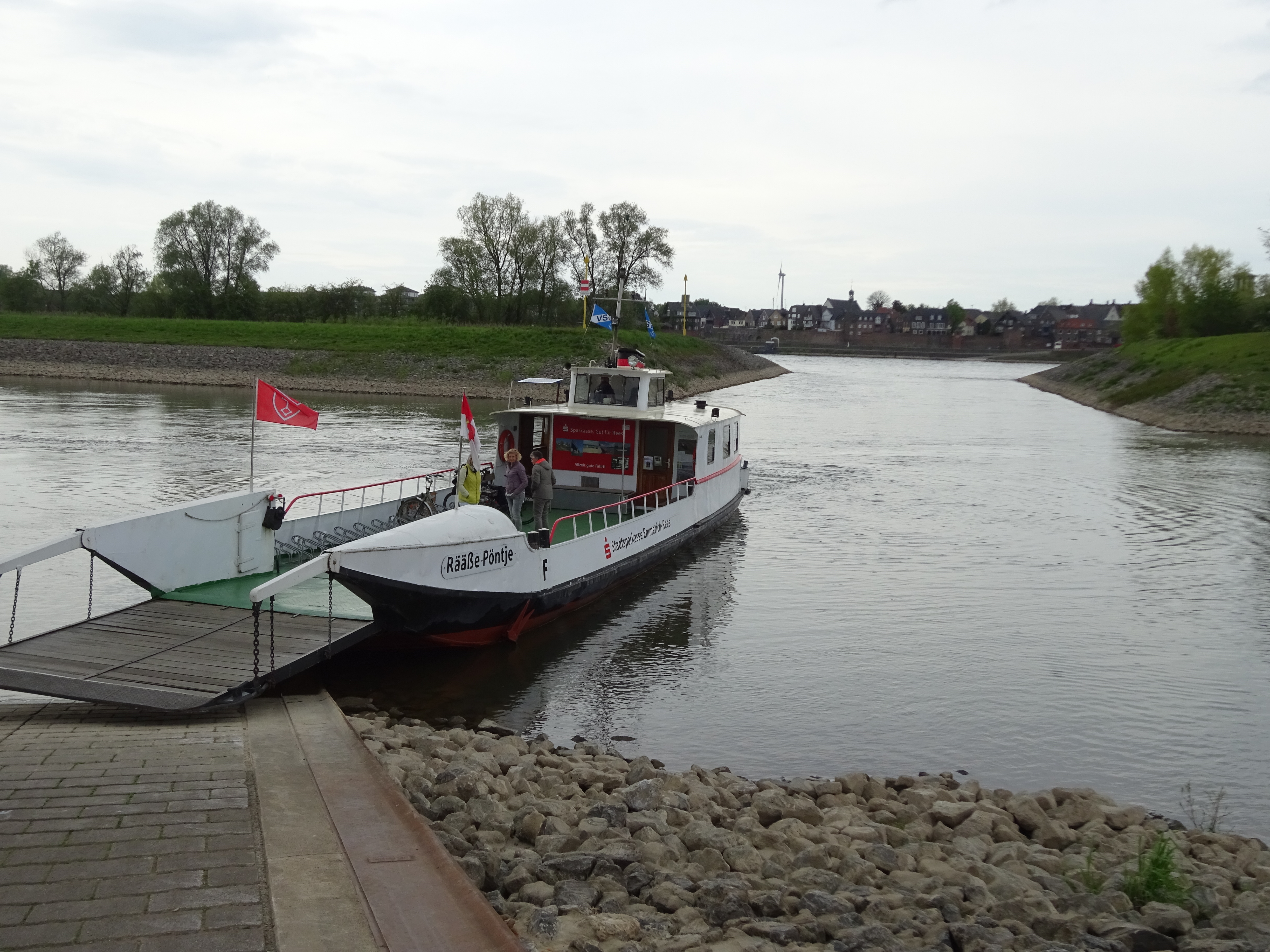
Personenfähre Rees

## Flora und Fauna
Die Reeser Schanz besteht überwiegend aus Queckenfluren und Flutrasen auf einem sandig-kiesigen Untergrund im Überschwemmungsbereich des Rheins, die insbesondere als Lebensraum für zahlreiche Insektenarten dienen. In Teilen des Gebietes finden sich Weichholzauenwaldgebüsche und unterschiedlich ausgeprägte Erlen- und Eschenwälder. Rohrglanzgrasröhrichte bieten Rückzugsbereiche für zahlreiche Wasservögel.
Als Arten von gemeinschaftlichem Interesse nach den Fauna-Flora-Habitat- und Vogelschutzrichtlinien finden sich in der Reeser Schanz insbesondere
- Kammmolche
- Wald- und Dunkelwasserläufer
- Bekassinen, Grünschenkel, Rotschenkel und Uferschnepfen
- Wiesenpieper
- Flussregenpfeifer
- Fluss-Seeschwalben
- Blässgänse und Waldsaatgänse
- Knäkenten, Krickenten und Löffelenten